# اتفاق فيصل كليمنصو
اتفاق فيصل - كليمنصو، هو اتفاق مكتوب بين الأمير فيصل بن الحسين، الذي كان يوقع ويتكلم باسم «أمير سوريا»، وبين جورج كليمنصو رئيس الوزراء الفرنسي. نصّ الاتفاق على قبول المملكة السورية الانتداب الفرنسي، وعلى اعتراف فيصل بأنّ «السوريين لا يستطيعون في الوقت الحاضر نظرًا لاختلال النظام الاجتماعي الناجم عن الاضطهاد التركي، والخسائر المحدثة أثناء الحرب، أن يحققوا حريتهم، وينظموا إدارة الأمة دون مشاروة ومعاونة أمة مشاركة، على أن تسجل تلك المشاركة في عصبة الأمم باسم الشعب السوري وتطلب من فرنسا».
نصّ الاتفاق أيضًا على الاعتراف بحقوق اللغتين العربية والفرنسية، وتنظيم شؤون العلاقات الخارجية، ومنح فرنسا حق إدارة الدين العام وسكك الحديد، والحفاظ على وحدة البلاد، مع منح الدروز في جبل العرب حكمًا ذاتيًا من جهة، والاعتراف باستقلال لبنان تحت وصاية الانتداب الفرنسي، غير أن الاتفاق ذاته نصّ على كون بيروت مشتى رئيس الدولة السورية.
رفض المؤتمر السوري العام هذا الاتفاق رغم أنه كان بشروط أفضل من تلك التي طبقت لاحقًا عقب الاحتلال العسكري؛ ومن الجانب الفرنسي سقطت حكومة كليمنصو، وتلتها حكومة ميلران، المحسوبة على اليمين المتطرف.